# Kanton Champtoceaux
Kanton Champtoceaux (fr. Canton de Champtoceaux) je francouzský kanton v departementu Maine-et-Loire v regionu Pays de la Loire. Tvoří ho devět obcí.

## Obce kantonu
- Champtoceaux
- Bouzillé
- Drain
- Landemont
- Liré
- Saint-Christophe-la-Couperie
- Saint-Laurent-des-Autels
- Saint-Sauveur-de-Landemont
- La Varenne